# Мађарска имена
Мађарска имена користе такозвана источна правила у писању имена и презимена, прво се пише презиме а затим име. Мађарска је једина земља у Европи где важи то правило, тако да енглеска терминологија првог и задњег имена (енгл. first name, last name), се не може примењивати у овим случајевима, већ само терминологија презиме и лично име.

## Општа правила
Ово правило се не односи не такозвана немађарска имена. На пример Алекса Шантић ће се писати у мађарском језику исто као и на оригиналном језику одакле потиче, српском.
Међутим другачије је са именима владара, тако да на пример Александар Велики ће se на мађарском звати Шандор Велики (мађ. Nagy Sándor). Тако су и неке од познатих личности добијале мађаризована имена, пример је Жил Верн (фр. Jules Verne) на мађарском се зове Верне Ђула (мађ. Verne Gyula).
По мађарском закону свака особа може имати максимално два презимена и два имена, где се црквена имена не урачунавају у збир. Лична имена се бирају од стране родитеља и то са званично признате листе која садржи неколико хиљада имена. У случају да се изабрано име не налази на списку, родитељи треба да поднесу молбу за признавање имена и то се догађа ако ново име испуњава основне услове; да се лако изговара, да се може разликовати да ли је мушко или женско име и да се може написати мађарским правописом. Најсвежији примери су имена Џенифер (енгл. Jennifer) постаје (мађ. Dzsenifer) и Џесика (енгл. Jessica) постаје (мађ. Dzsesszika).
Закон такође има изузетке за признате националне мањине које могу користити имена из своје културе у оригиналном облику иако се не налазе на званичној листи признатих имена.

## Средње име и црквено име
Мађари уобичајено не користе такозвано средње име ни у пуном нити у иницијалном облику. На пример ако се особа зове Нађ Лајош а средње име му је Петар онда ће се особа потписивати овако; 
Пример:
- - правилно
- - неправилно
- - неправилно

Приликом крштења дете добија поред свог изабраног од стране родитеља личног имена, и црквено име. То је обавезно према црквеним правилима нарочито ако изабрано име није неко од имена светаца заштитника. Приликом кризмања (потврде) дете добија још једно име (потврдно) али се оно нигде више не користи.
Оба црквена имена, добијена приликом крштења и потврде, имају само духовне вредности и не користе се ни у каквим званичним документима.

## Правопис
Данашњи мађарски правопис (ортографија) је нешто једноставнија него правопис из 18. и 19. века, али су многа презимена задржала своје старе облике.

## Презимена приликом венчања
Избор презимена, приликом венчања, у мађарској је доста либералан. У средњовековној Мађарској, племкиње су задржавале своја имена и презимена док су деца наслеђивала очево презиме. Они који су били из нижег сталежа обично нису ни имали презиме. Имати презиме у средњовековној Мађарској је постало обавезно тек у 18. веку, за време владавине Јозефа II.
После потпадања Мађарске под власт Хабзбурговаца, и утицаја западне културе, жена која се удаје постајала је позната по мужевљевом имену. На пример ако се Нађ Јулијана (мађ. Nagy Júliana), удала за Шандора Петефија (мађ. Petőfi Sándor), тада она постаје Шандорне Петефи (мађ. Petőfi Sándorné), где суфикс né у имену има значење жена од. То је Мађарски еквиваленат од госпође Зорана Сатарића или енглеског (енгл. Mrs. John Smith).
Ово је био закон а и традиција све до педесетих година 20. века. Током комунистичке владавине био је вршен велики притисак на изједначавање права мушкараца и жена и од тога времена жена је могла да задржи своје презиме или да узме мужевљево, у форми припадања са суфиксом né. Уметничка имена су у оваквим случајевима могла бити изузетак
Алтернативе и варијације су следеће:
(пример Јулијане и Шандора)
- Јулија може задржати своје пуно име и презиме Нађ Јулија (мађ. Nagy Júlia), доста популарно међу школованим женама.
- Јулија преузима мужевљево пуно име и презиме и додаје суфикс не, постаје Петефи Шандорне (мађ. Petőfi Sándorné), доста ретко међу млађим генерацијама.
- Јулија додаје суфикс не мужевљевом презимену и задржава своје пуно име и презиме, постаје Петефине Нађ Јулија.
- Јулија додаје суфикс не мужевљевом пуном имену и презимену и додаје своје пуно име и презиме, постаје Петефи Шандорне Нађ Јулија.
- Јулија узима мужевљево презиме, задржава своје лично име, постаје Петефи Јулија (мађ. Petőfi Júlia), обичај проистекао из западњачке културе.

Од 1. јануар 2004. године, постоји још једна могућност, а то је спајати презимена цртицом. Такође мушкарци могу узимати и женино презиме. Тако да су варијације за Јулију следеће:
- Петефи-Нађ Јулија или
- Нађ-Петефи Јулија.

А за Шандора су варијације следеће:
- Петефи-Нађ Шандор или
- Нађ-Петефи Шандор или
- Нађ Шандор (мађ. Nagy Sándor).

Варијација да обоје промене презимена није дозвољена (да Петефи Шандор и Нађ Јулија постану Нађ Шандор и Петефи Јулија)
У свим овим варијацијама закон о максималном броју под два презимена и даље ја на снази, једино што ово даје и даље већу могућност избора у датим варијацијама.
Деца рођена у браку од истих родитеља морају да имају иста презимена која произилазе из претходно наведених комбинација и примера. Мада, традиционално, у највећем броју случајева наслеђују презиме од оца.
Венчање између партнера истог пола у мађарској није дозвољено тако да ту нема неких недоумица око избора презимена.
Свако ко хоће да из неког разлога промени презиме, може, али мора да прође кроз законску процедуру и да испуни услове који се захтевају за тај поступак.